# NMBS/SNCB-Reihe 10
Die Reihe 10 der Belgischen Staatsbahnen (SNCB) war eine Bauart von Schnellzug-Dampflokomotiven der Achsfolge 2'C1' (Pacific). Von 1910 bis 1912 wurde eine erste Serie von 29 Lokomotiven gebaut, gefolgt bis 1914 von einer zweiten, zahlenmäßig gleichstarken Serie in leichterer Ausführung speziell für den Einsatz auf der Bahnstrecke Brüssel–Oostende. Ursprünglich mit Nummern ab 4501 versehen, erhielten sie von der SNCB ihre endgültige Reihenbezeichnung.

## Konstruktion und Bau
Seit dem Anfang des 20. Jahrhunderts entwickelte der Ingenieur Jean-Baptiste Flamme mehrere Bauarten von Heißdampflokomotiven. Nach Versuchen mit Verbundtriebwerken u. a. in einer Lokomotive der Reihe 19bis entschied er sich für Vierlings-Triebwerke mit einfacher Dampfdehnung, die in mehreren Baureihen, insbesondere in den leistungsfähigen Reihen 36 (für Güterzüge) und 10 (für Schnellzüge) eingesetzt wurden. Der Bau der Reihen 10 und 36 wurde mit dem Ausbruch des Ersten Weltkriegs eingestellt.
Die Kessel beider Bauarten waren bis auf die Maße der Feuerbüchsen identisch. Bedingt durch die Gewichtsbeschränkungen der Reihe 36 resultierte daraus das ungewöhnliche Aussehen der Reihe 10 mit einem im Vergleich zum Achsstand sehr kurzen Kessel und einer großen Plattform vor der Rauchkammer, über den vorderen Laufachsen und den Zylindern. Zugunsten einer größeren Feuerbüchse war der hintere (dritte) Kesselschuss konisch ausgeführt. Die Lokomotiven der zweiten Serie waren 4 Tonnen leichter als die der ersten und hatten eine etwas kleinere Rostfläche.

## Betrieb und Umbauten
Die Lokomotiven erwiesen sich als eine der leistungsfähigsten Pacific-Bauarten in Europa. Für etwa 40 Jahre beherrschten sie den schweren Schnellzugdienst in Belgien und beförderten unter anderem zwischen Brüssel und Luxemburg den Edelweiss-Express. Während des Ersten Weltkriegs wurden die meisten Lokomotiven dieser Reihe nach Frankreich evakuiert, wegen ihrer hohen Achslast aber dort nicht eingesetzt.
Ab 1922 wurden sie mit Doppelschornsteinen der Bauart Legein und mit Speisepumpen der Bauart Davies & Metcalfe ausgerüstet. Sieben der Lokomotiven wurden 1926 im Rahmen von Reparationsleistungen bei Vulkan in Hamburg und bei Hanomag in Deutschland umgebaut. 1923 wurde an der Lok Nr. 4512 ein Stoker getestet, eine mechanische Rostbeschickung, die sich in Belgien aber nicht durchsetzte. Ab 1931 erhielten die Lokomotiven Vorwärmer der Bauart ACFI sowie Windleitbleche und neue Sicherheitsventile. Insgesamt konnte ihre Leistung durch die Umbauten um 20 % gesteigert werden, so dass die Lokomotiven überhaupt die stärksten europäischen Pazifikloks wurden. Ihre Masse erhöhte sich auf 115 bzw. 112 Tonnen und die maximale Zuglast von 350 t auf 430 t, nach den letzten Umbauten sogar auf 500 t. Schließlich wurden ab 1938 (bei den meisten Loks aber erst nach dem Zweiten Weltkrieg) die Legein-Schornsteine durch Kylchap-Anlagen ersetzt. Die erste Lokomotive der Serie wurde versuchsweise etwas gekürzt und damit unter Beibehaltung der Reibungsmasse etwa 2,4 Tonnen leichter.
Nach der Elektrifizierung der Bahnstrecke Namur–Luxemburg zum 30. September 1956 wurden die Lokomotiven nicht mehr benötigt und fast alle abgestellt. Fünf Exemplare dieser Bauart blieben bis 1959 für Schnellzugleistungen zwischen Brüssel und Mons sowie Brüssel und Tournai im Dienst, bis sie von Diesellokomotiven und der neueren Type 1 abgelöst wurden.
Die Lokomotive 10.018, die letzte ihrer Art, die auf der Strecke nach Luxemburg Dienst tat, ist erhalten geblieben und für die Ausstellung im Museum Train World in Schaerbeek äußerlich aufgearbeitet worden. Da ihre Achsen und Treibstangen Risse aufweisen, ist eine betriebsfähige Wiederherstellung unwahrscheinlich.

## Bibliographie
- André Dagant, Les locomotives à vapeur de l'Etat Belge à la SNCB (1835–1966), Tielt, Editions Veys, D/1982/1605/1, 1982.
- Phil Dambly, Nos inoubliables vapeurs, Bruxelles, Editions „Le Rail“, 1968.